# Enrique Dizeo
Enrique Dizeo (barrio de San Cristóbal, Buenos Aires, Argentina, 26 de julio de 1893 – ídem 6 de mayo de 1980), que usaba el seudónimo de  Ozedi, fue un poeta  y letrista  dedicado al género de tango que, entre otras composiciones, hizo la letra de los tangos Andate con la otra, con música de Carlos Vicente Geroni Flores, y El encopao, con música de Osvaldo Pugliese y del vals peruano  Que nadie sepa mi sufrir con música de Ángel Cabral.

## Actividad profesional
Sus primeros pasos en el espectáculo fueron con el conjunto carnavalesco Los Hermanos Facha Brutta y su primera letra, con sabor contursiano fue con la historia del varón abandonado por la mujer que llora y evoca tiempos pasados en Romántico bulincito (1920) que musicalizó Augusto Gentile y que tuvo buena acogida del público.
Más adelante produjo otras obras, algunas de las cuales con éxito, como su tango Andate con la otra, con música de Carlos Vicente Geroni Flores, que Azucena Maizani presentó el 22 de marzo de 1928 en el Teatro Maipo al estrenarse la revista Misia Presidencia haciendo de ella una creación; El encopao (1942), con música de Osvaldo Pugliese, que fue grabado el 1° de septiembre del mismo año por la orquesta de Aníbal Troilo con la voz de Fiorentino y, en mayo de 1969, por la orquesta de Osvaldo Pugliese y la voz de Abel Córdoba; el vals peruano Que nadie sepa mi sufrir (1936) con música de Ángel Cabral y la milonga Cobrate y dame el vuelto, con música de Miguel Caló,
Carlos Gardel le grabó estos temas: Primero campaneala, Tan grande y tan zonzo y Qué fenómeno, todas con música de  Anselmo Aieta; Echaste buena con música de Eduardo Bonessi;  A medianoche y, en 1927, Copen la banca, las dos con música de Juan Maglio (Pacho); Maniquí con la de Geroni Flores; Jirón de pampa con la de Pascual Mazzeo; Pan comido, estrenada en 1926 en el Café El Nacional, con la de Ismael Gómez; Qué se vayan con la de Francisco Canesa y Viejecita mía con música de Carlos Marcucci.
Dizeo desarrolló actividad gremial llegando a presidir la Sociedad de Autores y Compositores.
Dizeo falleció en Buenos Aires el 6 de mayo de 1980.

## Obras registradas en SADAIC
Sus obras alcanzaron un número poco común en el género y algunas de ellas se transformaron en verdaderas creaciones de orquestas y cantantes.